# Ștefan Arman
Ștefan Arman a fost un politician moldovean, ales în Sfatul Țării. 

## Sfatul Țării
Ștefan Arman, de naționalitate moldovean, a fost ales în Sfatul Țării de comitetul executiv regional al Consiliului deputaților țărănești.
Socialistul Ștefan Arman s-a opus intervenției Armatei Române în Basarabia din 1918, motiv pentru care a fost expulzat de autoritățile române peste Nistru.